# Irans parlament
Det iranske parlament eller Majlis har 290 pladser. Før parlamentsvalget i 2000 havde parlamentet 270 pladser. Alle medlemmer er godkendt af Vogternes Råd. Også kvinder kan stille op til parlamentet. Det blev dog først tilladt i 1963 og skabte en del røre blandt de ortodokse muslimer, deriblandt ayatollah Khomeini, som mente at det var et forsøg på at bringe kvinderne ud i offentligheden, væk fra de beskyttende familier.
Parlamentet blev skabt som andetkammer under den iranske forfatning fra 1906, og det fik hurtigt tilegnet sig magt under Pahlavi-dynastiet. Bemærkelsesværdige love blev godkendt, bl.a. gav parlamentet sin støtte til daværende premierminister Mohammed Mossadegs lov om nationalisering af olien fra 1951 og familiebeskyttelsesloven fra 1967, som gav kvinder mange basale rettigheder bl.a. samkvemsret til børn efter en skilsmisse. Parlamentet vedblev at være andetkammer i den iranske, lovgivende forsamling indtil den islamiske revolution i 1979, hvor Irans forfatning blev ændret, og man vedtog at bruge et étkammersystem, og dermed blev parlamentet den primære lovgivende forsamling, mens man opløste overhuset eller senatet.

## Eksterne links
- Det Iranske Parlament Arkiveret 20. oktober 2007 hos  Wayback Machine (på engelsk)